# Szalom Lewin
Szalom Lewin (hebr.: שלום לוין, ang.:  Shalom Levin, ur. 27 marca 1916 w Rakowie, zm. 14 kwietnia 1995) – izraelski naukowiec i polityk, w latach 1969–1977 poseł do Knesetu z listy Koalicji Pracy

## Życiorys
Urodził się 27 marca 1916 w Rakowie, w obwodzie mińskim w ówczesnym Imperium Rosyjskim, obecnie Białoruś. W okresie międzywojennym mieszkał w Polsce (II RP). Uczył się w chederze, w jesziwie, następnie w wileńskim żydowskim gimnazjum oraz seminarium prowadzonym przez Żydowskie Stowarzyszenie Kulturalno-Oświatowe „Tarbut”. Od 1933 związany był z żydowską organizacją młodzieżową He-Chaluc jako członek, instruktor, a następnie jeden z przywódców. W 1937 wyemigrował do stanowiącej brytyjski mandat Palestyny.
Służył w oddziałach chroniących żydowskie osadnictwo w dolinie Jezreel. Podczas wojny o niepodległość Izraela brał udział w obronie Jerozolimy, następnie w izraelskim wojsku służył jako oficer kulturalny. W 1952 ukończył studia z zakresu historii i literatury na Uniwersytecie Hebrajskim w Jerozolimie.
W wyborach w 1969 po raz pierwszy został wybrany posłem. W siódmym Knesecie zasiadał w komisji edukacji i kultury oraz przewodniczył komisji wspólnej zajmującej się problemami bezpieczeństwa w szkołach i przedszkolach. W kolejnych wyborach uzyskał reelekcję. W Knesecie ósmej kadencji zasiadał w trzech komisjach: edukacji i kultury; spraw zagranicznych i obrony oraz konstytucyjnej, prawa i sprawiedliwości.
W 1976 uzyskał na Uniwersytecie Hebrajskim doktorat z filozofii i edukacji. W przeprowadzonych w rok później wyborach nie udało mu się zdobyć mandatu poselskiego.
Zmarł 14 kwietnia 1995 w wieku siedemdziesięciu dziewięciu lat.